# Esfinge de bronce de Tutmosis III

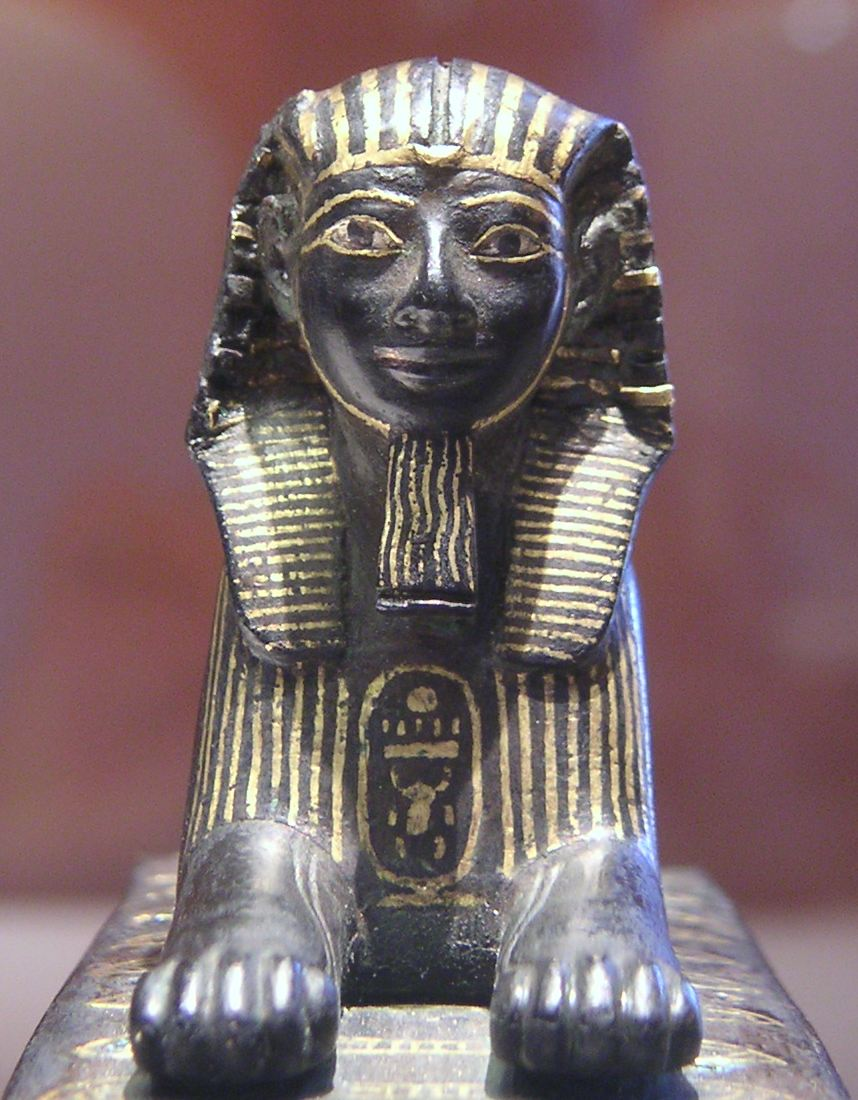
Esfinge de bronce de Tutmosis III, expuesta en el Museo del Louvre.

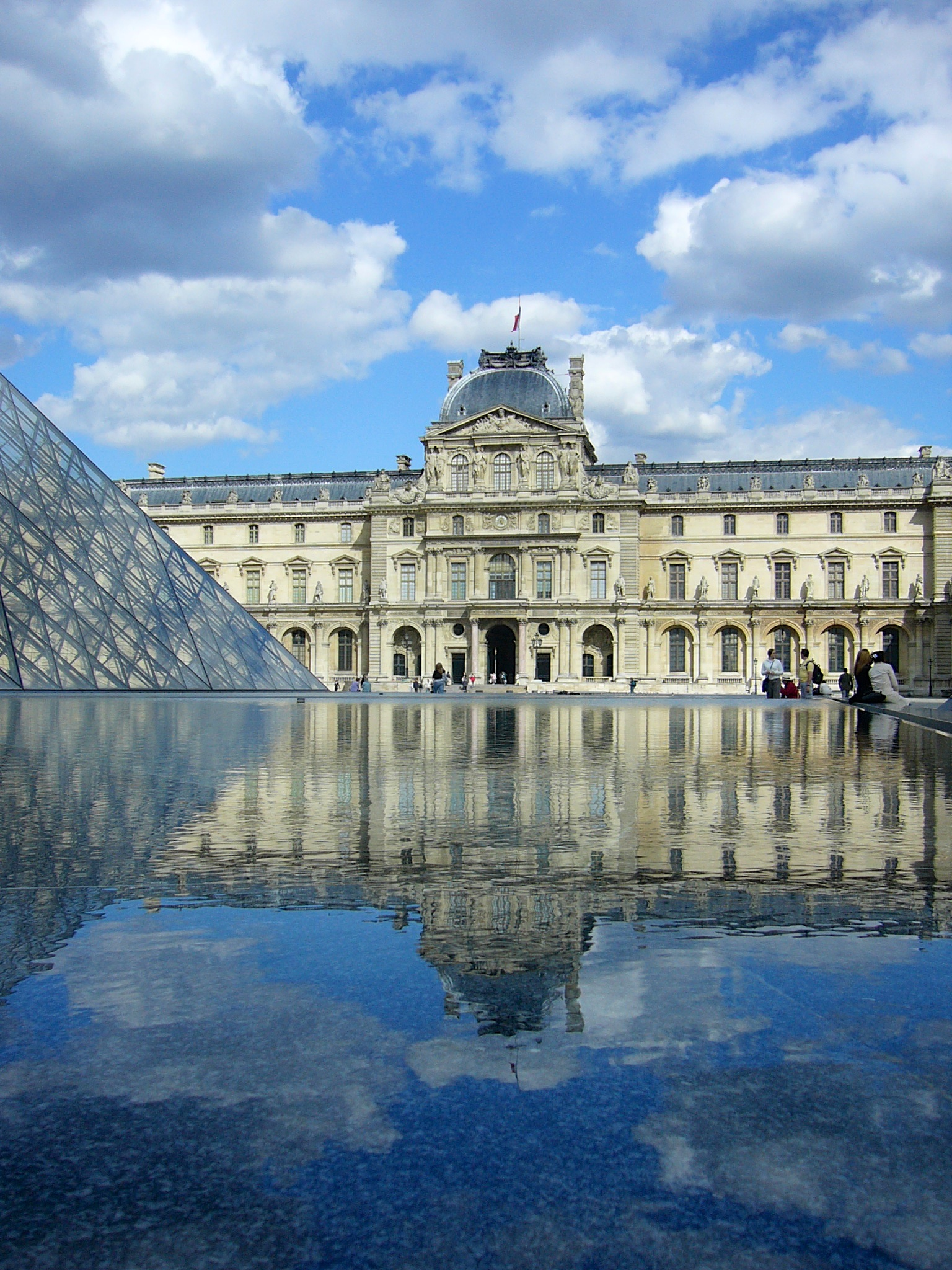
Imagen del Museo del Louvre de París (Francia).

La esfinge de bronce de Tutmosis III es una pequeña figura en forma de esfinge, que fue tallada en la dinastía XVIII de Egipto, durante el Imperio Nuevo de Egipto.

## Simbología
La pequeña esfinge forma parte de una especie de cartucho, que podría haber sido utilizado para abrir una puerta, y representa a Tutmosis III, sexto faraón de la dinastía XVIII de Egipto, que gobernó de c. 1479 a 1425 a. C., Cronología según von Beckerath, Shaw, Kitchen, Grimal, Málek, Arnold y Murnane. De acuerdo con la Low Chronology of Ancient Egypt, Tutmosis III reinó de 1479 aC a 1425 a. C. Esta ha sido la cronología convencional de Egipto en los círculos académicos desde la década de 1960, aunque en algunos círculos las antiguas fechas del 1504 aC al 1450 aC son preferidas por la High Chronology, siendo uno de los monarcas más importante y poderoso de los tres mil años de civilización faraónica. 
También es conocido como Thutmosis III, o Tutmés III, variantes de su nombre helenizado. Gobernó con los títulos de trono y nacimiento de Menjeperra Dyehuthymose. 
En su base tiene grabados Los Nueve Arcos, término usado en la antigüedad por los egipcios para referirse a sus enemigos tradicionales: en general eran las áreas circundantes a Egipto, los vecinos (y por tanto potenciales enemigos) sobre las que el faraón ejercía o pretendía ejercer su dominio. Los pueblos incluidos en este término cambiaron con el transcurso del tiempo, por lo que no hay una lista concreta de los Nueve Arcos. Cuando se les representa en forma personalizada se diferencian por sus ropas, pero cuando se habla de ellos en general se les representa por nueve dobles semicírculos (nb, todos) colocados en tres columnas, tal como puede observarse en la base de la estatua de Nectanebo II.

## Conservación
- La figura se exhibe de forma permanente en el Museo del Louvre de París, que la adquirió en el año 1826.

## Características
- Estilo: Arte egipcio.
- Material: bronce damasquinado con incrustaciones de oro.
- Altura: 7,8 centímetros.
- Anchura: 3,85 centímetros.
- Longitud: 8,85 centímetros.